# Manfred Homberg
Manfred Homberg (* 15. Juli 1933; † 12. August 2010 in Düsseldorf) war ein deutscher Boxer. Er war Europameister der Amateure in den Jahren 1957 und 1959 jeweils im Fliegengewicht (bis 51 kg Körpergewicht).

## Werdegang
Manfred Homberg begann in Hamborn als Jugendlicher mit dem Boxen. Er war ein typischer Rechtsausleger, d. h. seine Schlaghand war die linke Hand. Die ersten größeren Erfolge stellten sich bei ihm erst bei den Senioren ein. Im Jahre 1952 gehörte er schon zu den besten Boxern im Fliegengewicht im Boxbezirk Niederrhein. Im Dezember 1952 wurde er erstmals in der deutschen Amateur-Nationalmannschaft eingesetzt, die in Berlin gegen die USA boxte, deren Mannschaft aus den Siegern beim Turnier um die „Golden Gloves“ bestand. Er besiegte dabei den US-Amerikaner Wright durch K. o. in der 3. Runde. Der US-Mannschaft gehörte übrigens auch Ed Sanders an, der im gleichen Jahr Olympiasieger im Schwergewicht durch einen spektakulären Sieg über Ingemar Johansson aus Schweden wurde.
Im Jahre 1953 erreichte Manfred Homberg bei der deutschen Meisterschaft im Fliegengewicht nach einem Sieg über Heinz Friedrichs aus Lübeck das Finale gegen Manfred Warme aus Stuttgart. Manfred Warme siegte in diesem Kampf nach Punkten und Manfred Homberg wurde somit deutscher Vize-Meister.
1954 fehlte Manfred Homberg verletzungsbedingt bei der deutschen Meisterschaft. Er wurde in diesem Jahr aber in zwei Länderkämpfen eingesetzt und besiegte dabei den Engländer Johnson nach Punkten und den Dänen Weiß durch techn. K. o. in der 2. Runde.
Bei der deutschen Meisterschaft 1955 kam es im Finale zur Begegnung Edgar Basel gegen Manfred Homberg. Der Olympiazweite von 1952 Edgar Basel war einige Monate vorher in Berlin Europameister im Fliegengewicht geworden und war auf dem Höhepunkt seiner Karriere. Manfred Homberg lieferte Edgar Basel aber einen beherzten Kampf und verlor nur knapp nach Punkten.
Manfred Homberg, der zwischenzeitlich dem BR Düsseldorf angehörte, besiegte im Frühjahr 1956 in einem Vergleichskampf seiner Vereinsstaffel gegen die französische Olympiaauswahl für die Spiele in Melbourne den französischen Meister René Libeer überlegen nach Punkten. Bei der deutschen Meisterschaft dieses Jahres schied er aber überraschend gegen Edmund Wächter aus Hildesheim schon in einem Vorrundenkampf aus. Er wurde trotzdem vom DABV bei der gesamtdeutschen Olympiaausscheidung eingesetzt und besiegte dort Harry Schwer aus Ost-Berlin klar nach Punkten. Im Entscheidungskampf um die Fahrkarte nach Melbourne konnte dann Edgar Basel wegen einer Verletzung nicht gegen Manfred Homberg antreten. Dieser Kampf wurde deshalb vier Wochen später nachgeholt und Edgar Basel gewann ihn nach Punkten.
Im Jahre 1957 gewann Manfred Homberg die Ausscheidung für die Europameisterschaft in Prag durch einen Punktsieg über Heinz Friedrichs. In Prag überraschte er von der angenehmen Seite. Er siegte dort im Achtelfinale über den Iren Johnny Caldwell knapp nach Punkten (3:2 Richterstimmen), schlug im Viertelfinale den Jugoslawen Paljic nach Punkten und kam auch im Halbfinale zu einem Punktsieg über Peter Davies aus Wales. Im Finale traf er auf den Rumänen Mircea Dobrescu, einen für einen Fliegengewichtler ungemein schlagstarken Boxer und Silbermedaillengewinner bei den Olympischen Spielen 1956, den er aber durch seine Schnelligkeit und seine gute Technik immer wieder ausboxte und deshalb durch einen verdienten Punktsieg Europameister wurde. Dafür zeichnete ihn der Bundespräsident am 1. Juni 1959 mit dem Silbernen Lorbeerblatt aus.
Bei der nach der Europameisterschaft stattfindenden deutschen Meisterschaft scheiterte Manfred Homberg dann wieder an seinem Angstgegner Edmund Wächter. Er unterlag diesem im Halbfinale nach Punkten. In Länderkämpfen besiegte Manfred Homberg 1957 u. a. auch den Polen Henryk Kukier, Europameister von 1953 und den sowjetischen Sportler Wiktor Bystrow und bewies damit, dass sein Titelgewinn bei der Europameisterschaft kein Zufall war.
1958 wurde dann Manfred Homberg erstmals deutscher Meister im Fliegengewicht. Er besiegte dabei im Halbfinale Edmund Wächter nach Punkten und landete im Finale einen klaren Punktsieg über Leo Krucik aus Oeynhausen. Im gleichen Jahr besiegte er in einem Länderkampf UdSSR gegen BRD in Moskau auch den sowjetischen Meister Wladimir Stolnikow nach Punkten.
1959 gewann Manfred Homberg zum zweiten Male den Titel bei der deutschen Meisterschaft. Im Finale siegte er wieder über Leo Krucik nach Punkten. Bei der Europameisterschaft in Luzern triumphierte er dann ebenfalls zum weiten Male. Er besiegte dort im Endkampf den Ungarn Gyula Török nach Punkten und siegte somit vor Török, Adam McClean, Schottland und Wladimir Stolnikow.
In der Ausscheidung für die gesamtdeutsche Olympiamannschaft für die Spiele 1960 in Rom setzt sich Manfred Homberg gegen Kurt Milleck vom ASK „Vorwärts“ Berlin durch und vertrat Deutschland bei diesen Olympischen Spielen. Er traf dort in der 1. Runde wieder auf Henryk Kukier, den er wieder nach Punkten besiegte. Im Achtelfinale blieb er auch gegen Danny Lee aus Großbritannien siegreich. Im Viertelfinale unterlag er aber dann gegen den neuen sowjetischen Meister Sergej Siwko und musste ausscheiden. Bei einem Sieg wäre ihm schon eine Medaille sicher gewesen.
1961 startete Manfred Homberg bei der deutschen Meisterschaft im Bantamgewicht, also eine Gewichtsklasse höher als das Fliegengewicht. Er stand dabei im Finale dem Europameister von 1959 im Bantamgewicht Horst Rascher aus Karlsruhe gegenüber und besiegte diesen nach Punkten. Das war sein dritter und letzter Titelgewinn bei einer deutschen Meisterschaft.
Danach reiften in Manfred Homberg Pläne, zu den Berufsboxern überzutreten, ließ aber davon wieder ab, weil er seinen Beruf als Fernmeldemechaniker nicht aufgeben wollte. Auch als Amateurboxer neigte sich seine Karriere dem Ende zu. Auf internationaler Ebene bestritt er keine Kämpfe mehr und Pläne, bei der deutschen Meisterschaft 1963 noch einmal anzutreten, wurden nicht verwirklicht.
Besonders bemerkenswert waren noch die Siege von Manfred Homberg bei Länderkämpfen. In neunzehn Einsätzen wurde er nur einmal geschlagen, als zwei finnische Punktrichter 1958 in Helsinki ihrem Landsmann Roininen zu einem zweifelhaften Punktsieg über Manfred Homberg verhalfen. Siebzehn Kämpfe gewann er, und einmal boxte er unentschieden.
Manfred Homberg starb wenige Wochen nach seinem 77. Geburtstag, am 12. August 2010, in Düsseldorf.
Länderkämpfe
- 1952 in Berlin, BRD gegen USA, KO-Sieger 2. Runde über Wright,
- 1953 in Düsseldorf, BRD gegen Irland, Punktsieger über Matthews,
- 1954 in London, England gegen BRD, Punktsieger über Johnson,
- 1954 in Kopenhagen, Dänemark gegen BRD, techn. KO-Sieger 2. Runde über Weiß,
- 1955 in Düsseldorf, BRD gegen USA, Punktsieger über Heiji Shimabakura,
- 1957 in Dortmund, BRD gegen Polen, Punktsieger über Henryk Kukier,
- 1957 in Hamburg, BRD gegen UdSSR, Punktsieger über Wiktor Bystrow,
- 1958 in Helsinki, Finnland gegen BRD, Punktniederlage gegen Roininen,
- 1958 in San Remo, Italien gegen BRD, Punktsieger über Curcetti,
- 1958 in Moskau, UdSSR gegen BRD, Punktsieger über Wladimir Stolnikow,
- 1959 in Essen, BRD gegen Polen, Punktsieger über Henryk Kukier,
- 1959 in Berlin, BRD gegen Frankreich, Punktsieger über Macrez,
- 1959 in Dortmund, BRD gegen UdSSR, Punktsieger über Botwinnik,
- 1960 in Hamburg, BRD gegen England, Punktsieger über Mallon,
- 1960 in Nantes, Frankreich gegen BRD, unentschieden gegen Purcel,
- 1960 in Kopenhagen, Dänemark gegen BRD, Punktsieger über Andersen,
- 1961 in Frankfurt am Main, BRD gegen Italien, Punktsieger über Zurlo,
- 1962 in München, BRD gegen Polen, Punktsieger über Bruno Bendig,
- 1962 in Lagos, Nigeria gegen BRD, Disq.-Sieger 3. Runde über Karim Young